# スクランブル
スクランブル（英語: Scramble）とは、地上待機の要撃戦闘機が警報を受けて緊急離陸すること。また戦闘機のほか、哨戒機、救難機なども緊急発進を実施することから、これらを指して用いられることもある。

## 概要
国際民間航空条約1条は「いずれの国も、その領域上の空域に対して、完全かつ排他的な主権を持つ」と定めている。一方で国際民間航空条約は無着陸横断飛行など一部の飛行については領空での自由な飛行を認めている。
国際民間航空条約などの規定に違反して領空を侵犯する航空機に対しては、自国の軍用機によって退去・着陸・航路変更などの措置を講じる必要がある。そこで侵入機の高度にまでいち早く達して相手機の確認を行う必要があり、これを緊急発進（スクランブル）という。
航空管制では緊急発進機（スクランブル機）に対して飛行の優先権が与えられ、上昇方位のみを伝達して発進を許可するのが通例である。

## 航空自衛隊のスクランブル（対領空侵犯措置）

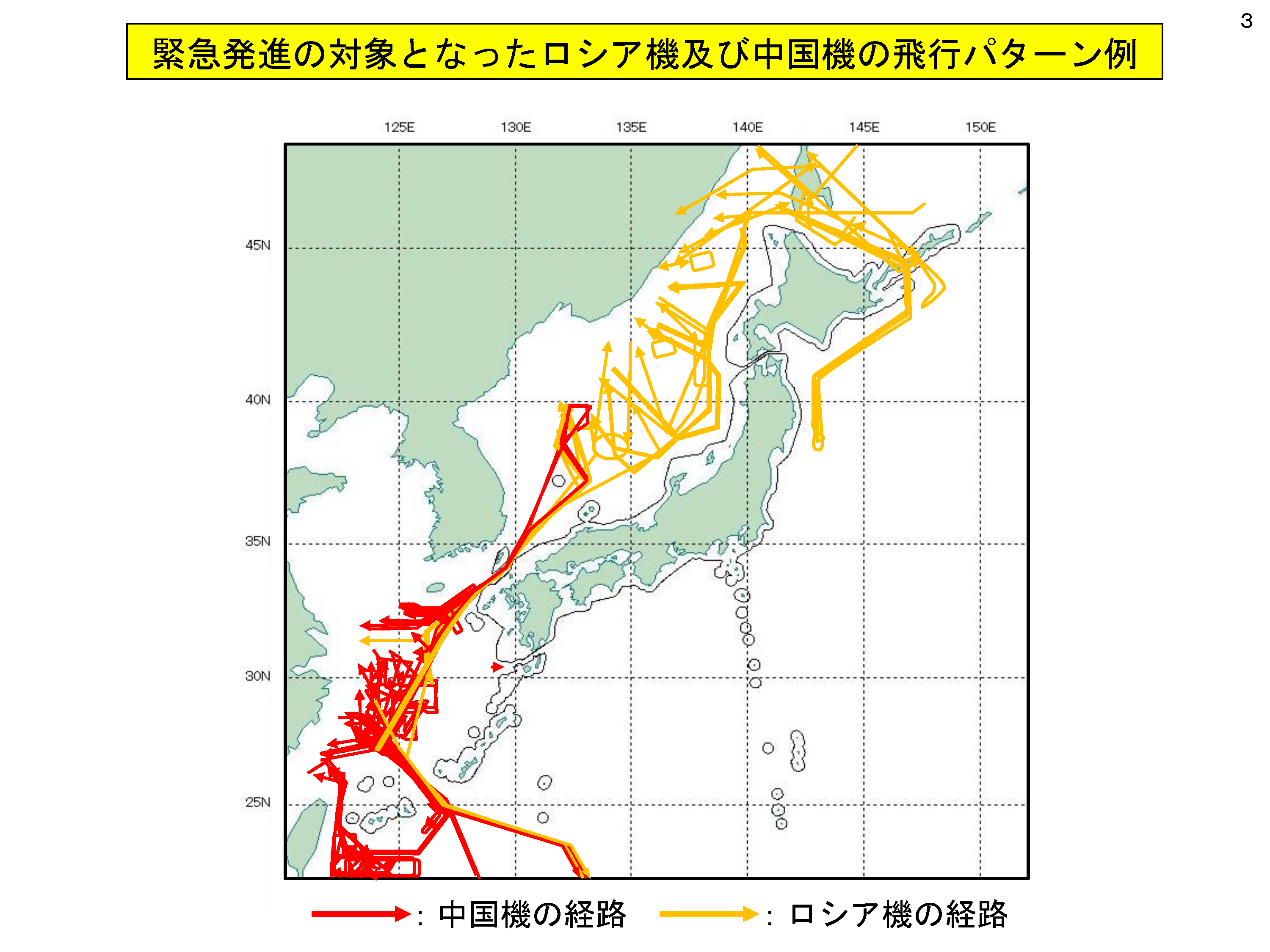
空自によるスクランブルの対象となったロシア機・中国機の飛行パターン例

### アラートの開始に至る経緯
1952年10月頃から、道北・道東部を中心としてソビエト連邦機の飛来が急激に増加し、10月7日には歯舞群島付近を飛行中のアメリカ空軍のB-29 1機がソ連機に撃墜され、11月4日には根室半島上空でLa-11戦闘機とF-84戦闘機による空中戦にまで至った。
当時、日本は既に連合国軍の占領を脱して主権を回復し、保安庁を設置していたものの、領空侵犯を有効に排除しうる航空戦力は保有していなかった。1953年1月13日、日本政府は、領空侵犯が発生した場合には在日米軍の協力を得てこれを排除する措置をとることを決定、また日本側がこれを発表した直後にはアメリカ極東軍司令部もこれに同調した声明を発表した。極東空軍隷下に編成されていた日本防衛空軍（Japan Air Defense Force, JADF）が防空の任にあたっており、2月16日には、千歳基地から発進したアメリカ空軍のF-84戦闘機が根室付近で領空侵犯するソ連のLa-11戦闘機を捕捉、銃撃を加える事件が発生した。
1954年7月1日に航空自衛隊が発足すると、対領空侵犯措置はこちらに引き継がれることになり、自衛隊法84条にそのための規定が盛り込まれた。ただし戦力の整備がなかなか進まなかったことから、対領空侵犯措置について長官が一般命令を発出したのは1958年2月のことであり、同年4月28日から第2航空団・第3飛行隊のF-86F戦闘機が昼間の警戒待機（アラート）を開始、5月3日には初のスクランブルを実施した。
当初、待機時間は平日の10時から14時の4時間であったが、人員の充足が進むのに従って待機時間が逐次延長され、12月22日には日の出30分前から日没までの昼間待機が実施されるようになった。後にF-86Dの配備とともに夜間のアラートも開始され、1964年10月には航空自衛隊の全航空方面隊において昼夜間待機の態勢が整い、翌年6月、アメリカ空軍は警戒待機を終了した。

### 警戒待機
航空自衛隊では、下記の7か所の基地で警戒待機を行っている。
- 千歳基地（第2航空団）
- 三沢基地（第3航空団）
- 小松基地（第6航空団）
- 百里基地（第7航空団）
- 新田原基地（第5航空団）
- 築城基地（第8航空団）
- 那覇基地（第9航空団）

それぞれの基地では常時4機の戦闘機とその要員が待機しており、このうち2機は5分待機（発進命令から5分以内で離陸できる態勢）、他の2機は3時間待機をとるのが普通である。5分待機のパイロットは飛行装具を全て装着した状態でスタンバイするのに対し、3時間待機では、保命装備やハーネスを外した飛行服姿になり、わずかにくつろぐことはできる。アラート勤務は毎朝8時にはじまり、翌日8時に終わる24時間勤務であり、5分待機と3時間待機を6時間ごとに交替する。アラート勤務中のパイロットや整備員は、滑走路近くに設置されたアラート・ハンガー内の待機室に詰めることになるため、この最中は通常の飛行訓練や隊務に従事することはできなくなる。

### 緊急発進

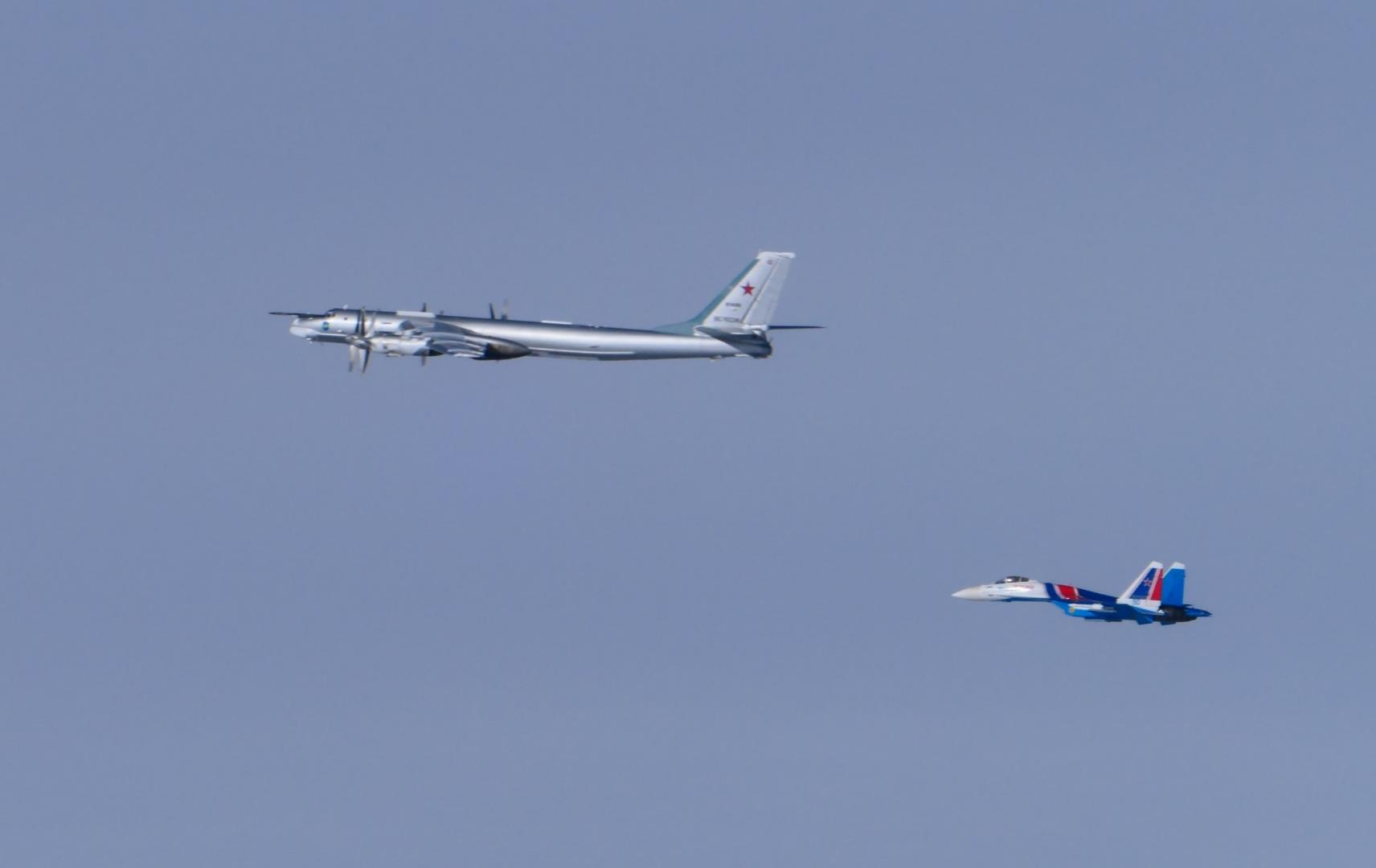
自衛隊機によって撮影された、日本海を飛行するロシア軍機の写真の例（Tu-95MSおよびSu-35。2023年12月14日）

レーダーサイトや早期警戒機（AEW）、空中警戒管制機（AWACS）により探知、捕捉されたレーダーデータは、JADGEシステムにより防空指揮所（DC：三沢・入間・春日・那覇の4か所）で一元管理される。防衛省では、防空識別圏（ADIZ）に進入する全ての航空機に対して位置報告と飛行計画の事前提出を求めており、これを怠った航空機は自衛隊機によるスクランブル・チェックを受けることになる。
緊急発進が下令された場合、戦闘機に対しては進出形態、方位、飛行高度、エンジンのパワー・セッティング（ミリタリーまたはマキシム）、レーダーサイトとの交信周波数等が指示される。このスクランブル・オーダーに従って戦闘機は15秒間隔で離陸し、3海里の間隔をおいたトレイル隊形を維持しながら上昇したのち、雲上に出たら横に2海里離れたファイティング・ウィングの隊形をとる。
緊急発進した要撃機は、防空指令所の要撃管制官の指示により対象機に接近する。その後、機上レーダで対象機を捕捉してからは、「要撃機の行動」規定に基づいてパイロットが自らの判断で行動することになる。対象機を目視確認（ID）したのち、1番機は約2,000フィート (610 m)まで接近して監視を行い、写真を撮影する。1980年代の時点では、2機のうち1機が白黒写真、他の1機がカラー写真を撮影するのが原則であった。1機が対象機に接近している間は、他の1機は対象機が装備する機関砲の有効射程外の上空で双方を監視し、仮に攻撃を受けた場合は正当防衛行動に移ることになる。
対領空侵犯措置に従事する要撃機の兵装は、同措置の開始以降、基本的には航空機関砲もしくは空対空ロケット弾のみであり、ミサイルは搭載していなかった。F-104Jの導入後、1968年から1971年にかけて一時的にミサイルを搭載した時期もあったが、平時の対領空侵犯措置においてミサイルを使用する状況は想定し難いとして、その後は再び航空機関砲のみの装備に戻っていた。しかしベレンコ中尉亡命事件が発生した1976年からソ連機の領空侵犯頻度が急増、また1977年12月には能登半島沖でKSR-5（AS-6）空対地ミサイル搭載のTu-16爆撃機が視認されたほか、1980年には超音速のTu-22Mも極東方面に配備されるなど、極東ソ連航空部隊の脅威は急速に増大していった。これらの趨勢を受けて、対領空侵犯措置任務に就く要撃機にミサイルを搭載することによって奇襲対処能力を向上させるとともに、領空侵犯機等の行動への抑止効果も発揮することが期待されるようになった。これを受けて、1980年8月から空対空ミサイルの搭載が開始された。
領空侵犯が生起した場合は警告を行う。従来、領空侵犯が行われた場合でも警告射撃まで行うケースはなかったが、1987年12月9日、領空侵犯して沖縄本島、更に那覇基地上空まで侵入したTu-16偵察機に対して、緊急発進したF-4EJ戦闘機により、史上初の警告射撃が行われた（対ソ連軍領空侵犯機警告射撃事件）。また2024年9月23日には、北海道礼文島沖で3度にわたって領空侵犯を行なったロシア軍のIl-38哨戒機に対し、F-15JおよびF-35A戦闘機がスクランブル発進し、フレアを使用しての警告が行われた。
なお「要撃機の行動」規定では、要撃機が射撃する際の根拠は刑法第36・37条（正当防衛・緊急避難）とされている。1988年の第112回国会での答弁では、爆撃機が我が国上空において飛行した際、爆弾倉を開いてまさに爆撃を行おうとしている際は、これを撃墜することも可能であるとされている。また自機や国土に対する正当防衛・緊急避難に該当するような場合、例えばスクランブルの際に2機編成で対処中に1機が攻撃を受けたような場合、もう1機が目標に対して攻撃を加えることは、自衛隊法84条の規定から可能であると解されている。ただしJADFから防空の任を引き継いでいたアメリカ第5空軍の管理運用規則（SOP）と異なり「敵対的偵察機、機雷投下作業中の航空機、発砲してこない航空機に対しては攻撃できない」とされており、アメリカ空軍から問題視された。例えば日本の都市を爆撃後にひたすら逃走する爆撃機を要撃機が撃墜した場合、正当防衛が成立しないことから、要撃機のパイロットの行為は刑法上の殺人罪および器物損壊罪が成立することが指摘された。

### 実施状況

#### 緊急発進件数
| 年度       | 緊急発進 件数総計 | 中国  | ロシア | 北朝鮮 | 台湾 | その他 |
| ---------- | ----------------- | ----- | ------ | ------ | ---- | ------ |
| 令和5年度  | 669回             | 479回 | 174回  | 1回    | 2回  | 13回   |
| 令和4年度  | 778回             | 575回 | 150回  | 0回    | 0回  | 53回   |
| 令和3年度  | 1004回            | 722回 | 266回  | 0回    | 3回  | 13回   |
| 令和2年度  | 725回             | 458回 | 258回  | 0回    | 0回  | 9回    |
| 令和元年度 | 947回             | 675回 | 268回  | 0回    | 0回  | 4回    |
| 平成30年度 | 999回             | 638回 | 343回  | 0回    | 0回  | 18回   |
| 平成29年度 | 904回             | 500回 | 390回  | 0回    | 3回  | 11回   |
| 平成28年度 | 1168回            | 851回 | 301回  | 0回    | 8回  | 8回    |
| 平成27年度 | 873回             | 571回 | 288回  | 0回    | 2回  | 12回   |
| 平成26年度 | 943回             | 464回 | 473回  | 0回    | 1回  | 5回    |
| 平成25年度 | 810回             | 415回 | 359回  | 9回    | 1回  | 26回   |
| 平成24年度 | 567回             | 306回 | 248回  | 0回    | 1回  | 12回   |
| 平成23年度 | 425回             | 156回 | 247回  | 0回    | 5回  | 17回   |
| 平成22年度 | 386回             | 96回  | 264回  | 0回    | 7回  | 19回   |
| 平成21年度 | 299回             | 38回  | 197回  | 8回    | 25回 | 31回   |
| 平成20年度 | 237回             | 31回  | 193回  | 0回    | 7回  | 6回    |

#### 民生支援としてのスクランブル
民間航空機が緊急事態に陥った場合や、大規模災害発生時も戦闘機が緊急発進して情報収集を行なう。偵察機でないのは、戦闘機が一番早く飛び出せる態勢になっているため。大地震の場合（最大震度5弱で対応する）、夜間で「何も見えない」でも、少なくとも火災は起きていないという事が重要な情報になる。被害が確認された場合には続いて（戦闘機以上に観察能力に長けた）偵察機が出る。1985年8月の日本航空123便墜落事故では、2機のF-4EJ戦闘機が遭難機の捜索を実施し、1989年12月の中国民航機ハイジャック事件では、F-1支援戦闘機がハイジャック機を福岡空港まで誘導した。
UH-60J救難ヘリコプターとU-125A捜索機は、24時間体制で救難待機をしている。また、戦闘機部隊および航空救難団は、大規模災害発生時などには緊急発進をして、被災地の情報収集を実施する。近年では、2016年4月の熊本地震において、築城基地のF-2A（第8航空団第6飛行隊所属）がスクランブルにより情報収集を実施した例がある。
また、輸送機部隊も、緊急輸送待機が24時間体制で維持されている。